# Il ragazzo più bello del mondo

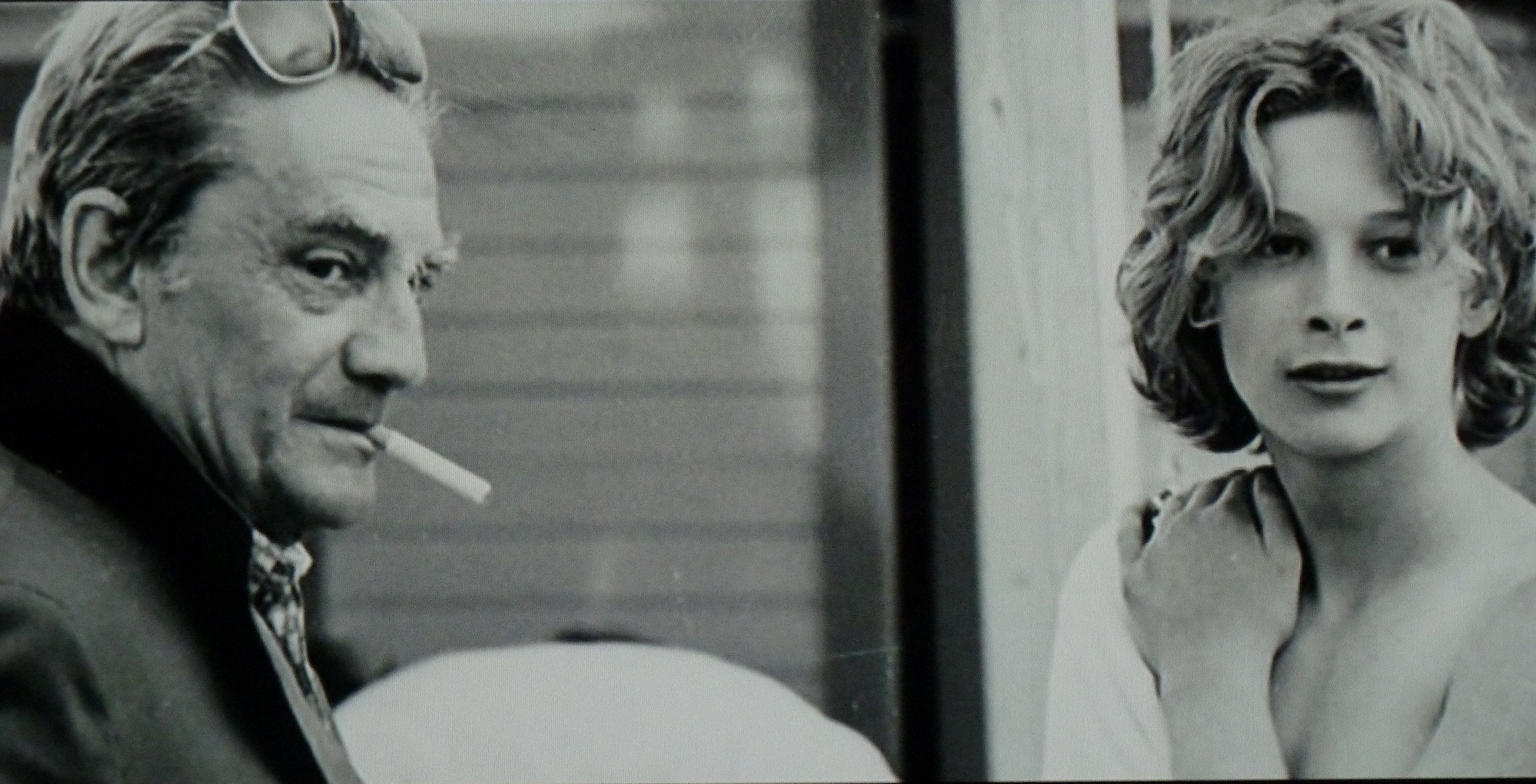
Luchino Visconti e Björn Andrésen sul set di Morte a Venezia

Il ragazzo più bello del mondo e Michele  (Världens vackraste pojke) è un film documentario del 2021 su  e sugli effetti della fama che gli sono stati imposti quando è apparso nel film del 1971 di Luchino Visconti, Morte a Venezia. Andrésen aveva solo 16 anni quando il film è uscito ed era impreparato a diventare immediatamente una celebrità internazionale.
Il titolo del documentario deriva da un'osservazione che Visconti ha fatto su Andrésen alla première di Morte a Venezia a Londra.
Il film è stato presentato in anteprima al Sundance Film Festival 2021 il 29 gennaio 2021. Ha ricevuto una nomination per il World Cinema Documentary Grand Jury Prize al festival

## Riconoscimenti
- 2021 - Sundance Film Festival
  - Nomination Premio della giuria: World Cinema Documentary a Kristina Lindström e Kristian Petri